# Asparagus sichuanicus
Asparagus sichuanicus là một loài thực vật có hoa trong họ Măng tây. Loài này được S.C.Chen & D.Q.Liu mô tả khoa học đầu tiên năm 1984.